# Ґоль-Мазар
Ґоль-Мазар (перс. گلمزار) — село в Ірані, у дегестані Дашт-е Сар, у бахші Дабудашт, шагрестані Амоль остану Мазендеран. За даними перепису 2006 року, його населення становило 89 осіб, що проживали у складі 21 сім'ї.

## Клімат
Середня річна температура становить 16,95°C, середня максимальна – 31,16°C, а середня мінімальна – 3,70°C. Середня річна кількість опадів – 807 мм.
| Клімат поселення                              | Клімат поселення | Клімат поселення | Клімат поселення | Клімат поселення | Клімат поселення | Клімат поселення | Клімат поселення | Клімат поселення | Клімат поселення | Клімат поселення | Клімат поселення | Клімат поселення | Клімат поселення |
| Показник                                      | Січ.             | Лют.             | Бер.             | Квіт.            | Трав.            | Черв.            | Лип.             | Серп.            | Вер.             | Жовт.            | Лист.            | Груд.            |                  |
| Середній максимум, °C                         | 11,22            | 11,70            | 14,47            | 19,98            | 23,80            | 27,60            | 30,92            | 31,16            | 28,39            | 23,65            | 18,19            | 13,99            |                  |
| Середня температура, °C                       | 7,46             | 7,94             | 10,70            | 16,21            | 20,04            | 23,86            | 26,07            | 26,31            | 23,54            | 18,80            | 13,34            | 9,14             |                  |
| Середній мінімум, °C                          | 3,70             | 4,18             | 6,92             | 12,46            | 16,26            | 20,10            | 21,23            | 21,46            | 18,69            | 13,95            | 8,48             | 4,30             |                  |
| Норма опадів, мм                              | 89               | 67               | 59               | 29               | 25               | 22               | 21               | 46               | 86               | 138              | 118              | 107              |                  |
| Середньомісячна швидкість вітру, м/с          | 1.84             | 2.40             | 2.45             | 2.32             | 2.30             | 2.52             | 2.61             | 2.13             | 2.00             | 1.80             | 1.80             | 1.88             |                  |
| Середньомісячна сонячна радіація, кДж/м²·день | 8442             | 10617            | 12634            | 15875            | 19873            | 21702            | 21669            | 18933            | 15591            | 12266            | 9748             | 7965             |                  |
| --------------------------------------------- | ---------------- | ---------------- | ---------------- | ---------------- | ---------------- | ---------------- | ---------------- | ---------------- | ---------------- | ---------------- | ---------------- | ---------------- | ---------------- |
| Джерело:                                      |                  |                  |                  |                  |                  |                  |                  |                  |                  |                  |                  |                  |                  |